# Osage megye (Kansas)
Osage megye az Amerikai Egyesült Államokban, azon belül Kansas államban található. Megyeszékhelye Lyndon, legnagyobb városa Osage City. Lakosainak száma 15 766 fő (2020. április 1.). Osage megye Shawnee, Coffey, Douglas, Franklin, Wabaunsee és Lyon megyékkel határos.

## Népesség
A megye népességének változása:
| Lakosok száma | 16 298 | 16 360 | 16 202 | 16 142 | 15 847 | 15 766 |
|               | 2010   | 2011   | 2012   | 2013   | 2015   | 2020   |